# Alba Longa

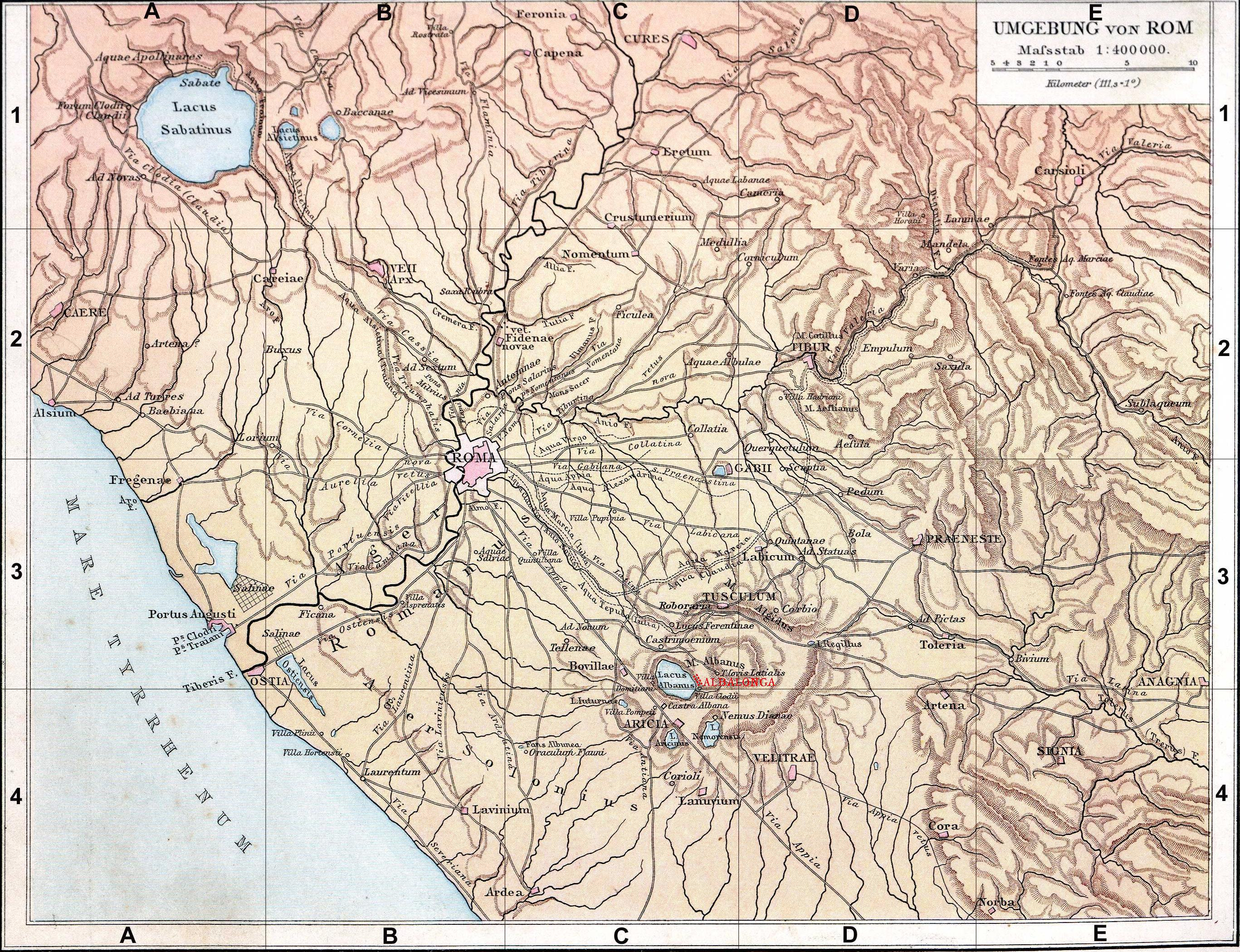
Karta som anger Alba Longas läge (markerat i rött).

Alba Longa var enligt legenden under antiken den äldsta staden i provinsen Latium i Albanobergen sydöst om Rom nära nuvarande Castel Gandolfo. Enligt sagan grundades Alba Longa år 1152 f.Kr. av Aeneas son Ascanius som ny hemby för de trojanska flyktingarna. Roms grundare Romulus och Remus härstammade från stadens kungasläkt, men efter Roms grundläggande blev städerna konkurrenter. 

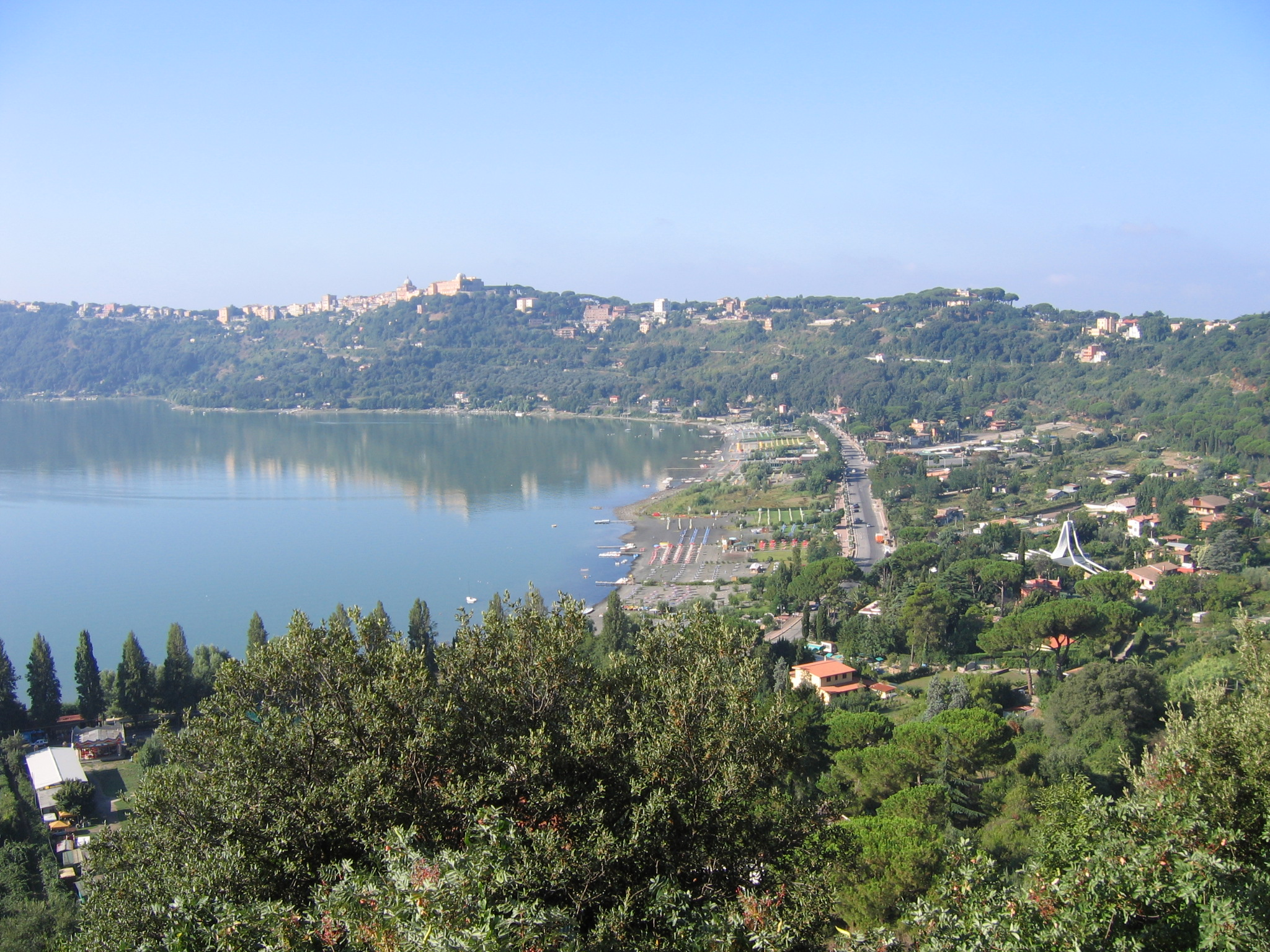
Castel Gandolfos vy över Albanosjön

Traditionellt uppges att Alba Longa blev förstört av romarna under Tullus Hostilius på 600-talet f.Kr. Arkeologer har endast funnit gravplatser i området, aldrig någon stad, vilket skulle antyda att staden aldrig har funnits. Den tillhör dock legenden om Roms tillblivelse och tidigare historia.